# Cynegils
Cynegils (auch Kynegils, Cinegils, Cinegels, Cinigels, Cynegisl, Cynigislo; † um 642) war von 611 bis um 642 König der Gewissæ, einer Volksgruppe, die im späten 7. Jahrhundert als „Westsachsen“ das angelsächsische Königreich Wessex bildete. Cynegils war der erste getaufte König der Gewissæ.

England um 600 n. Chr.

## Leben

### Familie
Er stammt aus dem Haus Wessex. Als Vater werden Ceol, Ceolwulf, oder Cuthwine angegeben. Üblicherweise wird Ceol als Vater Cynegils angesehen. Dass auch Ceolwulf, dessen „Rufname“ ebenfalls „Ceol/Ceola“ gelautet haben mag, einen Sohn namens Cynegils hatte, wird für eine Verwechslung Ceols und Ceolwulfs durch mittelalterliche Schreiber gehalten.
Cynegils hatte vier Kinder:
- Cwichelm,[8] Mitkönig, † 636 (einige Historiker sehen in Cwichelm eher einen Bruder Cynegils’.[9])
- Cenwalh,[10] König, † 672; ⚭ I NN, Schwester von König Penda von Mercia, verstoßen 645; ⚭ II Seaxburg, 672 Königin von Wessex, † wohl 674
- Centwine,[10] 676 König, † 685; ⚭ NN Schwägerin von König Ecgfrith von Northumbria
- Cyneburg;[11] ⚭ um 635 Oswald, König von Northumbria

### Herrschaft
Als Cynegils’ Vater König Ceol 594/597 starb, war er möglicherweise noch zu jung, um die Nachfolge anzutreten, sodass zunächst sein Onkel Ceolwulf (594/597–611) König wurde. Cynegils kam im Jahr 611 als Nachfolger Ceolwulfs an die Macht und beteiligte seinen Sohn Cwichelm (611?–636) möglicherweise bereits 611 an der Herrschaft.
Archäologische Funde aus der Zeit um 600 weisen auf ein für diese Zeit bedeutendes Königtum hin. Fundstücke belegen Kontakte zum Königreich Kent, ins Frankenreich und sogar bis nach Byzanz. 614 gelang Cynegils und Cwichelm ein wichtiger Sieg gegen die Briten bei Beandun (Lage unbekannt, vielleicht Bampton in Oxfordshire oder Bindon in Dorset) in der 2046 Briten fielen. Um 617 kam es zu einem Krieg gegen das Königreich Essex, in dem drei Könige von Essex, die Brüder Sexred, Sæward und ein Weiterer, fielen. Cynegils’ Sohn Cwichelm ließ 626 ein erfolgloses Attentat auf den northumbrischen König Edwin, der Oswald ins Exil getrieben hatte, verüben. Edwin unternahm eine Strafexpedition gegen die Gewissæ, in dem fünf westsächsische „Könige“ und zahlreiche Krieger fielen. Die Schlacht von Cirencester 628 gegen den aufstrebenden Penda von Mercia verlief ebenfalls wenig erfolgreich und endete mit einem Friedensvertrag. Dieser Vertrag sah offenbar die Heirat von Cynegils Sohn Cenwalh mit der Schwester Pendas vor. Auch die Vorherrschaft über die Region um Cirencester im Königreich Hwicce, wo sowohl Angeln als auch Sachsen siedelten, ging an Mercia über. Darin scheint einer der Gründe für die seither südwärts gerichtete Expansion der Gewissæ zu liegen. Diese Schlacht war der Beginn der Rivalität zwischen Wessex und Mercia, die sich bis ins 9. Jahrhundert hinzog.

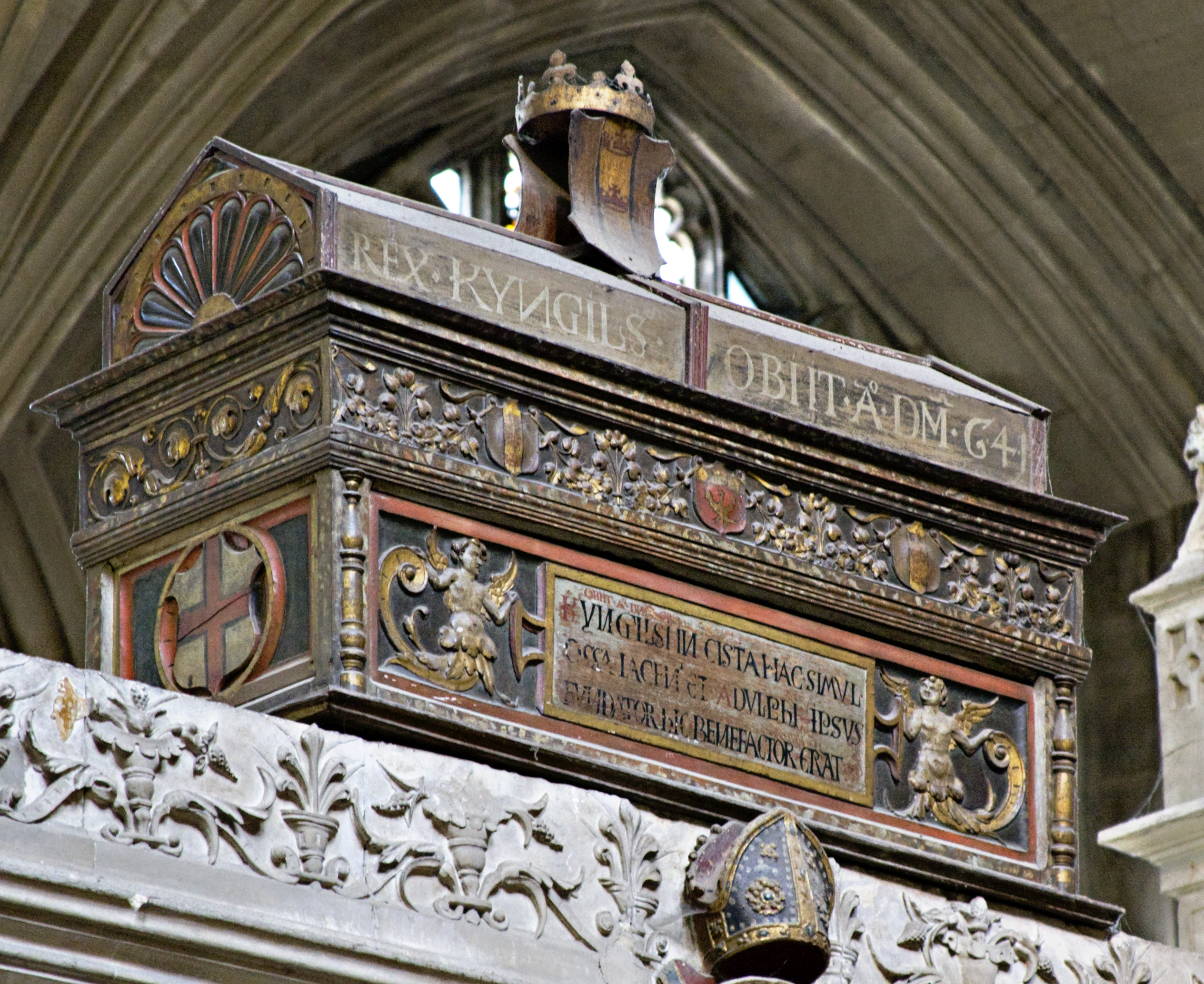
Cynegils’ Sarg in der Kathedrale von Winchester

634 ließ der heidnische Cynegils in seinem Land die Mission durch den von Papst Honorius I. (625–638) zur Mission Englands entsandten Birinus zu. Cynegils und König Oswald von Northumbria hatten in Penda von Mercia und dem alten Königshaus von Deira gemeinsame Feinde. Um 635 schlossen sie ein Bündnis, das durch die Heirat Oswalds mit Cynegils’ Tochter gefestigt wurde. Das Bündnis wurde wahrscheinlich von Oswald dominiert. Im Jahr 635 war Oswald Taufpate als sich König Cynegils von Bischof Birinus in Dorchester-on-Thames taufen ließ. Die Missionstätigkeit scheint nicht von Oswald ausgegangen zu sein, wenngleich Oswald an der Gründung des ersten westsächsischen Bistums in Dorchester beteiligt war. Das Gebiet um Dorchester, einer kleinen Stadt römischen Ursprungs, gilt als „Kernland“ der Gewissæ. Cynegils gewährte dem Bistum Privilegien und stattete es mit Ländereien in Cyltancumbe (Chilcomb in Hampshire) aus.
Cynegils starb um 642. Nachfolger wurde sein Sohn Cenwalh. Er wurde vermutlich in Dorchester beigesetzt und mit der Verlegung des Bischofssitzes um 660 nach Winchester überführt.